# Oryctes curvicornis
Oryctes curvicornis är en skalbaggsart som beskrevs av Sternberg 1910. Oryctes curvicornis ingår i släktet Oryctes och familjen Dynastidae. Inga underarter finns listade i Catalogue of Life.